# 加蓬历史
在和欧洲人接触之前，加蓬的历史鲜为人知。14世纪，說著班图语的人开始移民至此。15世纪后期，葡萄牙探险家和从事贸易的人抵达。海岸线地区成为和荷兰，英格兰和法国贸易者从事奴隶贸易的中心。1839年和1841年，法国在海岸建立了保护地。

## 早期历史
从14世纪开始，班图人迁徙至此。欧洲人到来之前的部落生活几乎处于未知领域，但是部落的艺术却是一个文化遗产。
已知确定的最早欧洲探访者为葡萄牙探险者和贸易者。他们在15世纪晚期造访此处。他们在离岸的圣多美、普林西比岛和比奥科岛建立据点。
他们用葡萄牙语gabão命名这块区域，意为类似外衣袖子的科莫河河口。荷兰，英格兰和法国的贸易者于16世纪来到这里。

## 法国占领
1839年和1841年，法国建立了保护地。
从新英格兰而来的美国传教士于1842年在科莫河口建立了一个传教站。1849年，法国当局抓捕了一个非法奴隶贸易船，并释放了俘虏。这些俘虏在传教站附近被释放，随后他们在此建立了一个定居点，名为利伯维尔。（法语意为自由城）
法国探险家于1862年至1887年间通过勒加蓬茂密的丛林。最著名的萨瓦格南·德·布拉扎，利用了加蓬的劳力和向导，寻找了刚果河的源头。1885年，法国占领了加蓬，但直到1903年才实施。加蓬的第一个政党，青年加蓬，大约于1922年成立。
1910年，加蓬成为法属赤道非洲的四块领土之一。1960年7月15日，法国同意加蓬获得完全独立。1960年8月17日，加蓬成为独立国家。

## 独立
1960年，加蓬刚刚独立之时，有2个政党存在。不久，两党同意提名一个单一候选人。1968年3月，邦戈宣布加蓬的一党制的国家。通过解散原来的BDG，建立加蓬民主党。邦戈于1973年2月，1979年12月，1986年12月连续成为总统。
1990年，经济的不景气和自由化的愿望，引起了暴力罢工。1990年4月会议通过了政治改革。
在1993年12月邦戈总统以51％的选票连任之时，反对党候选人拒绝承认选举结果。严重的内乱导致了政府与反对派达成了协议，朝着政治解决危机方向工作。这些谈判最后于1994年11月达成了巴黎协定。多位反对派人士被列入民族团结政府并且宪法改革于1995年的全民公投中通过。这样的协定不久就崩溃了，然而在1996年的立法选举和1997年的市政选举中重新提供了党派政治。

## 现代
2006年12月17日，加蓬国民议会选举投票正式开始。加蓬民主党获得120个席位中的81席，加蓬人民联盟、加蓬争取民主和发展联盟分别获得8席和4席。2007年1月25日，新政府产生，让·埃耶格·恩东仍出任总理一职。
2021年5月11日，英联邦代表团前往加蓬，阿里·邦戈（Ali Bongo）访问伦敦与该组织秘书长会晤，该组织汇集了54个讲英语的国家。
2022年6月24日，加蓬加入英联邦。